# Selección femenina de baloncesto de Uruguay
La selección femenina de baloncesto de Uruguay es el equipo femenino de baloncesto que representa a Uruguay en las competiciones internacionales organizadas por la Federación Internacional de Baloncesto (FIBA) o el Comité Olímpico Internacional (COI), en particular el Campeonato Sudamericano de Baloncesto Femenino y los Juegos Suramericanos.

## Resultados

### Juegos Olímpicos
- Nunca se ha clasificado.

### Camepeonato Mundial
- Nunca se ha clasificado.

### Campeonato FIBA Américas Femenino
- Nunca se ha clasificado.

- Datos: Q30894721